# Ginástica montada

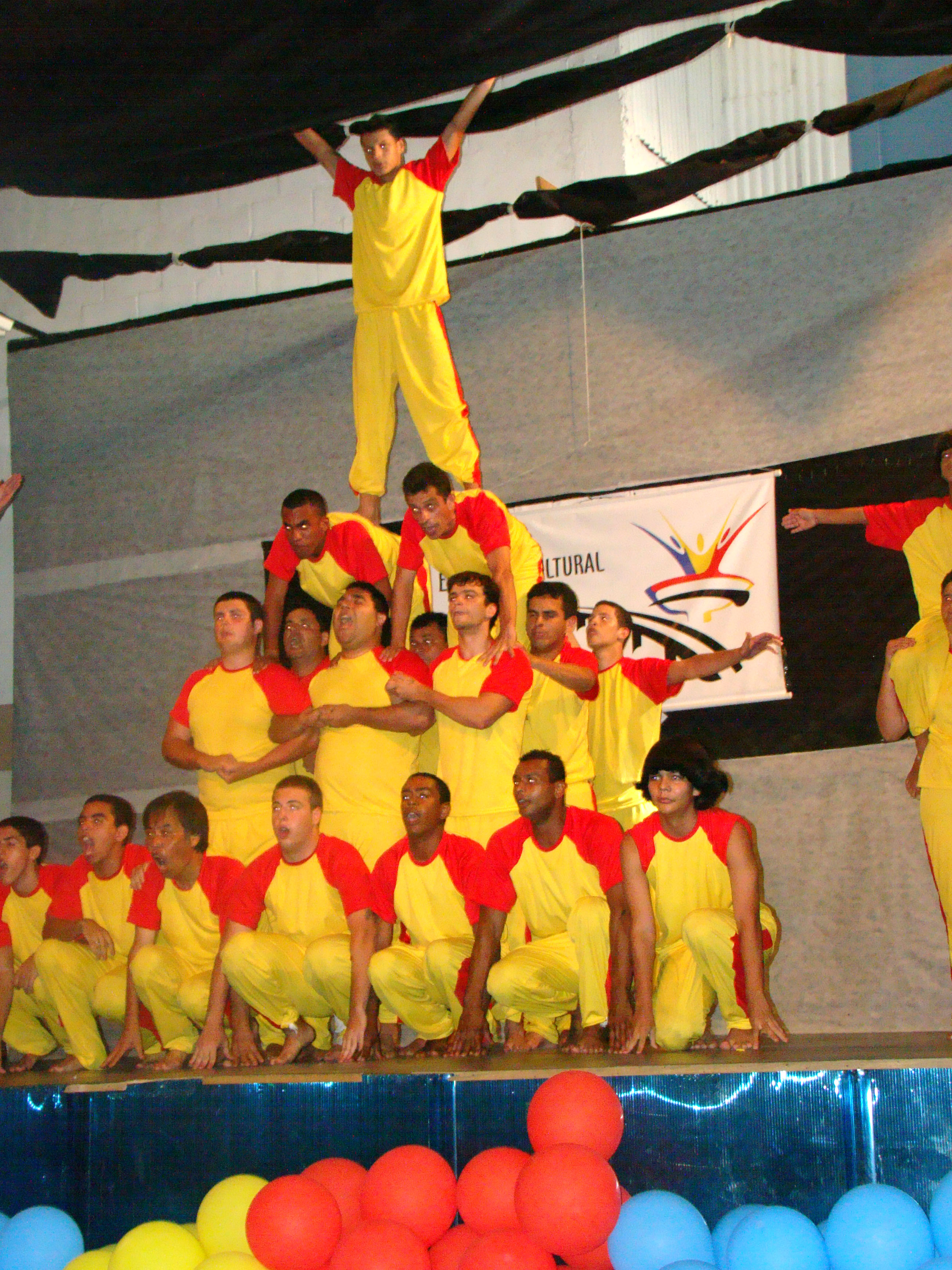
Apresentação de ginástica montada pelos membros da B SGI, Niterói, Estado do Rio de Janeiro, Brasil, em outubro de 2009

Ginástica montada é uma arte coletiva com base nas ginástica expressa por 30 a 5000 figurantes utilizando-se apenas corpos humanos sem instrumentos. É praticada comumente nas escolas do Japão como uma parte de currículo da educação física. A expressão da beleza coletiva com base na força, paixão e união dos jovens é muito mais importante do que o desempenho individual. É uma modalidade de “mass game” (sem tradução unificada em Português, refere-se Wikipedia inglês), que significa apresentação em massa.
No presente momento, não há uma expressão unificada que corresponde à ginástica montada. Nos Estados Unidos da América, os jornalistas utilizam, porém raramente, a expressão “mass gymnastics” especialmente para representar as apresentações anuais da Coreia do Norte. Entretanto este expressão nem sempre inclui a montagem, desta forma, tem significado similar à “mass game”. Fora dos Estados Unidos da Améria, tal como Malásia, a expressão “gymnastic formation” é utilizado. Esta expressão é mais recomendada. No Japão, é chamada de “kumi-taisô” (pronuncia-se kumi-táisso).

## História
Matérias básicas da ginástica montada são observadas nas pinturas de parede do antigo Egito e arte da cerâmica da antiga China. Na era medieval da Europa, foi exibido na Itália nas festividades. No século XIX, ginástica montada foi praticada na Alemanha. No início do século XX, alguns grupos femininos dos Estados Unidos da América praticaram. Na Tchecoslováquia (nome do país daquele tempo), ginástica montada de grande escala de milhares de figurantes foi exibida em 2008. No Japão, ginástica montada de centenas figurantes é exibida na gincana anual de escolas até o presente. Até o final do Século XX, ginástica montada foi praticada por várias organizações. Entretanto, no século XXI ginásticas de grande escala tende a ser menos exibida. Hoje em dia, ginástica montada é visto em limitados países e territórios do mundo, como Hong Kong, Malásia, Brasil, Filipina e Coreia do Norte. Os primeiros quatro exemplos são de eventos civis e o último é evento nacional.

## Apresentação

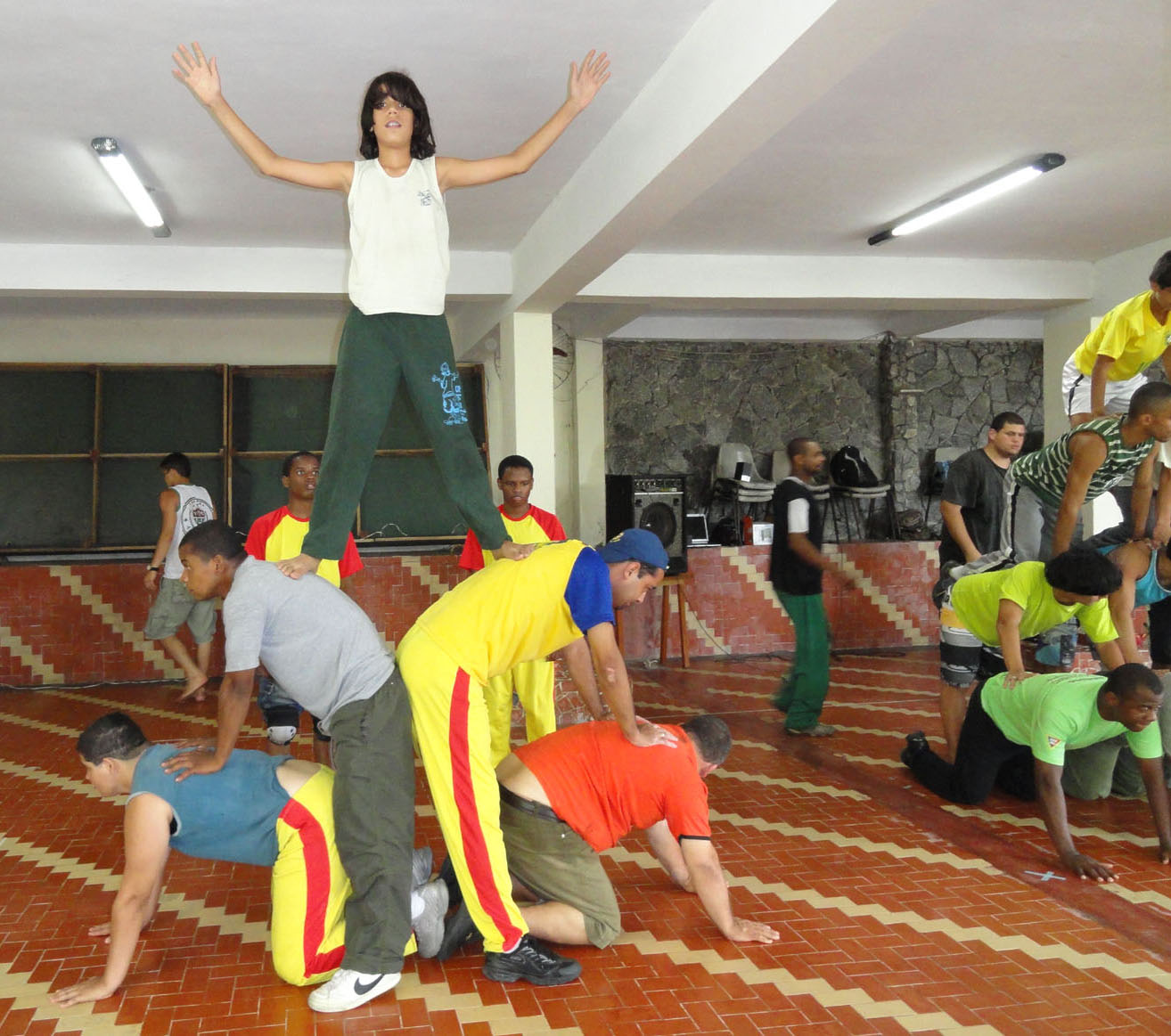
Formação 2

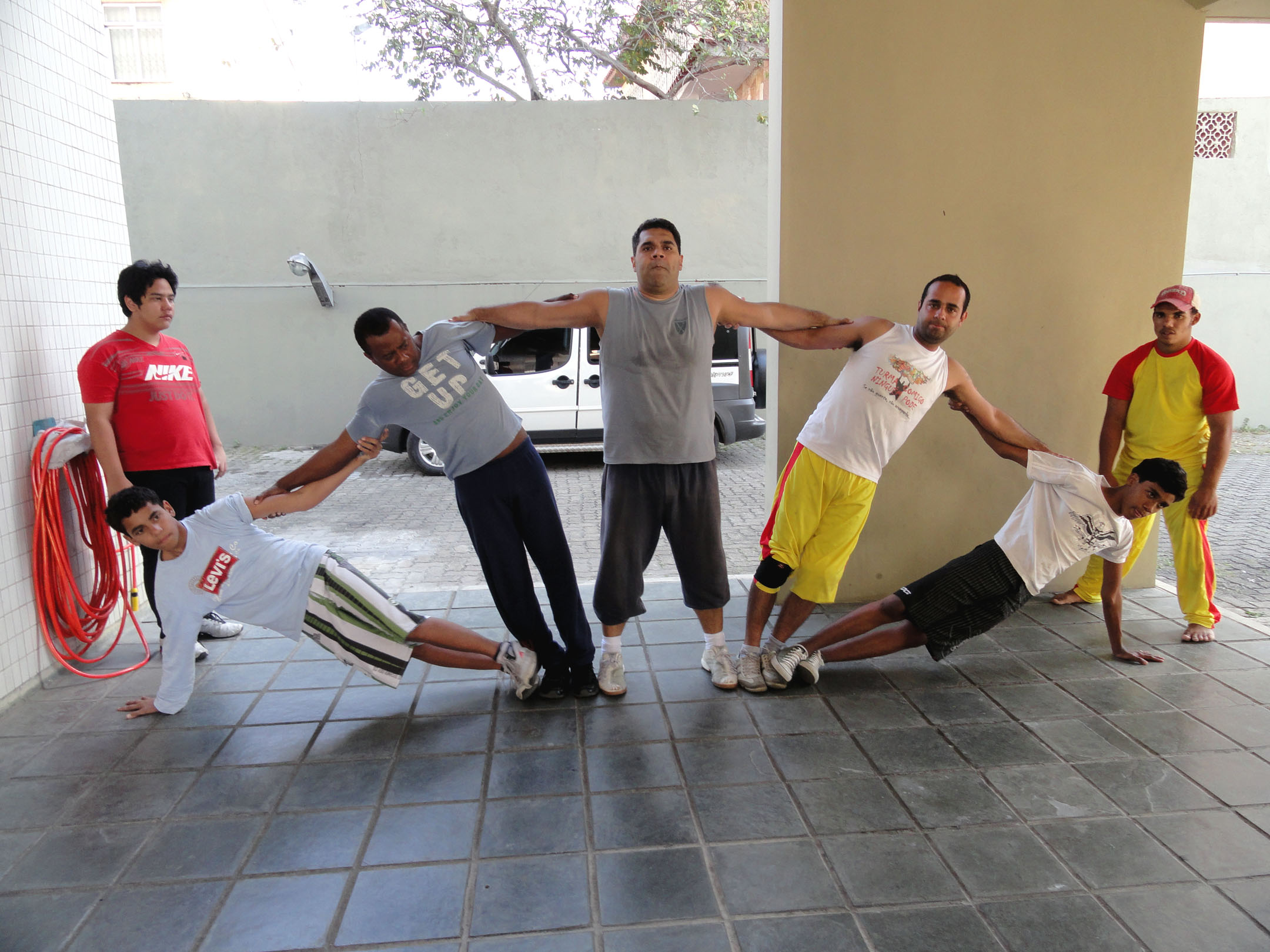
Leque de 5 membros

Ginástica montada tem objetivo geral de demonstrar a força, paixão e união dos jovens. Não é uma modalidade para disputar campeonato. O fluxo geral de apresentação é de montagens pequenas-leves para as grandes-pesadas. As apresentações de ONGs, tal como SGI, é muito variável, tais como onda bi-simensional, canhão, helicóptero, muro móvel, pirâmide móvel, catapulta, pirâmide de levantamento instantâneo, torre de levantamento instantâneo, torre plana de 3 andares, torre de 4 andares e, raramente, torre de 5 andares. A torre humana de 6 andares que se levantou em Osaka, Japão, em 1982, foi registrada no Livro de Guinness.　No dia 30 de outubro de 2011, no Teatro Ribalta, Rio de Janeiro, foi apresentada o levantamento instantâneo de 5 pirâmides de 4 andares. Desta forma, a ginástica montada está em transformação de arte estática para arte dinâmica.

## Escala
A escala de ginástica montada é muito variável. As matérias fundamentais podem ser apresentadas por 10 figurantes. A ginástica montada é normalmente apresentada pelo menos 30 figurantes. Sem dúvida, a qualidade da apresentação é importante, entretanto, a beleza por consequência de grande número de figurantes gera uma emoção imensurável aos espectadores. Cas o os figurantes são 30 a 100, a ginástica montada é apresentada no palco de teatro e/ou auditório e, no caso de 100 a 500 figurantes, em ginásio. Com o número maior de figurantes, ocorre em estágio esportivo. O número de figurantes que apresentou na abertura da Spartakiada em 2008, Praga, Tcheco, foi mais de 10000, sendo a maior apresentação do mundo. Nesta ocasião, mais de 100 grupos demonstraram  a mesma matéria. A apresentação com 3500 figurantes realizada em 18 e 19 de setembro de 1982 no estádio de baseball de Seibu, Japão, foi a maior montagem da única matéria.

## Treinamento
A base da ginástica montada é ginástica convencional. O fortalecimento físico através de ensaios é de importância fundamental tanto para as apresentações quanto para a segurança durante os ensaios. Em comparação com a ginástica olímpica, a carga física para cada um dos figurantes não é grande. Porém, todos os participantes, sem exceção, devem ter determinado nível de condicionamento físico. Desta forma, quando a apresentação é de centenas figurantes ou de número maior ainda, é necessário um grande esforço do organizador. Para conclusão de uma montagem, é necessária participação de todos os componentes. Devido à ausência de apenas um componente, fica inviável a concretização da matéria. O comparecimento dos todos os figurantes é de importância fundamental tanto para a apresentação quanto para o ensaio. Portanto, os participantes devem ter alto nível de ética coletiva e educação disciplinar, conquistando o individualismo. A evolução mental é mais importante do que o condicionamento físico. Este é tema o mais difícil a realizar porém quanto for concretizado é uma satisfação insubstituível do grupo. A montagem é desenvolvida de acordo com o grau de evolução dos membros considerando as condições físicas, mentais e de segurança. Nos exemplos do século XX, os ensaios são semanais e o período foi de 3 a 4 meses. Entretanto, este padrão pode ser insuficiente para os jovens do século XXI. Na prática, ocorre a heterogeneidade no nível de treinamento entre os figurantes, especialmente na parte física. Diante à situação real, o organizador do grupo deve distribuir adequadamente os membros utilizando todas as sabedorias com o objetivo da participação total dos membros.